# Praia do Recreio dos Bandeirantes
Praia do Recreio dos Bandeirantes (portugisiska: Curupira Recreio dos Bandeirantes, Recreio dos Bandeirantes) är en strand i Brasilien.   Den ligger i delstaten Rio de Janeiro, i den sydöstra delen av landet, 900 km sydost om huvudstaden Brasília.
Runt Praia do Recreio dos Bandeirantes är det i huvudsak tätbebyggt.